# Nebelwerfer

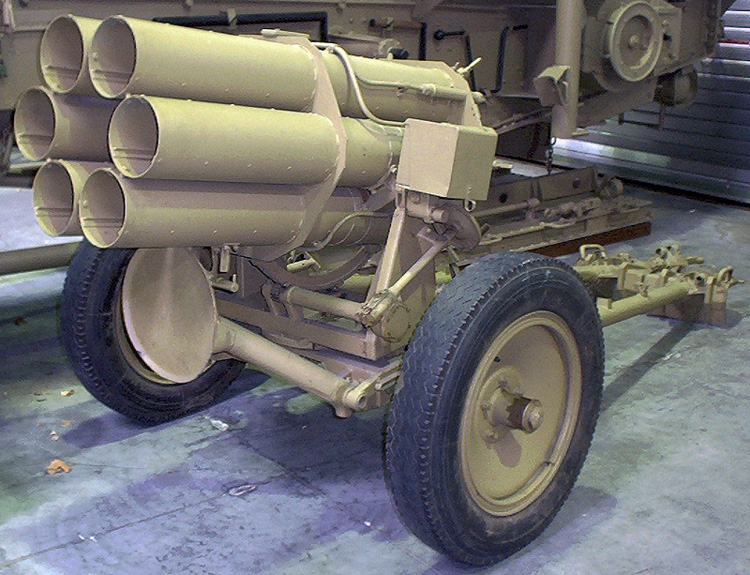
Nebelwerfer vzor 41 ráže 15 cm

Nebelwerfer byl německý raketomet užívaný v době druhé světové války. Jeho vývoj začal počátkem 30. let právě pod krycím názvem Nebelwerfer, šlo o nápad německých vědců a techniků pod velením generála Waltera Dornbergera. Prvním typem raketometu byl šestihlavňový Nebelwerfer 41 (15-cm Nb. W. 41) ráže 150 mm, který byl vyráběn v letech 1937–1939. Roku 1940 byl zhotoven další typ Schweres Wurfgerät 40 Holz ráže 280 mm a v roce 1942 28/32-cm Nebelwerfer 41. Dalšími typy byl 21-cm a 30-cm Nebelwerfer 42 a 15-cm Panzerwerfer 42. Raketomety byly umístěny buď na podvozcích protitankových kanónů, které byly taženy buď nákladními automobily nebo traktory, na podvozcích vyřazených kořistních tanků či na kolopásových vozidlech. „Nebelwerfery“ měly u německých vojáků přezdívku „Stuka zu Fuß“ („Pěší Stuka“), u amerických vojáků „Screaming Mimi“ nebo „Moaning Minnie“.

## Přehled typů
- 15-cm Nebelwerfer 41 (15-cm Nb. W. 41) – 6hlavňový raketomet ráže 150 mm, dostřel do 6 700 m.
- 28-cm Schweres Wurfgerät 40-Holz (Schwer. Wurfg. 40-Holz) – rámová konstrukce, rakety ráže 280 mm, dostřel do 1 925 m.
- 32-cm Schweres Wurfgerät 40-Stahl (Schwer. Wurfg. 40-Stahl) – rámová konstrukce ráže 320 mm, dostřel do 2 200 m.
- 28/32-cm Nebelwerfer 41 (28/32-cm Nb. W. 41) – „košová“ konstrukce pro šest raket, ráže 280/320 mm, dostřel do 2 200 m.
- 21-cm Nebelwerfer 42 (21-cm Nb. W. 42) – „rourová“ konstrukce, ráže 210 mm, dostřel do 7 850 m.
- 30-cm Nebelwerfer 42 (30-cm Nb. W. 42) – „košová“ konstrukce pro šest raket, ráže 150/210/300 mm, dostřel do 12 000 m.
- 30-cm R-Werfer 56 – konstrukce pro šest raket ráže 150/300 mm, dostřel do 6 900 m.
- 15-cm Panzerwerfer 42 (15-cm – PW 42) – „rourová“ konstrukce pro deset raket ráže 150/210 mm, instalovaná na kolopásovém obrněném vozidle Panzerwerfer, dostřel do 7 000 m.

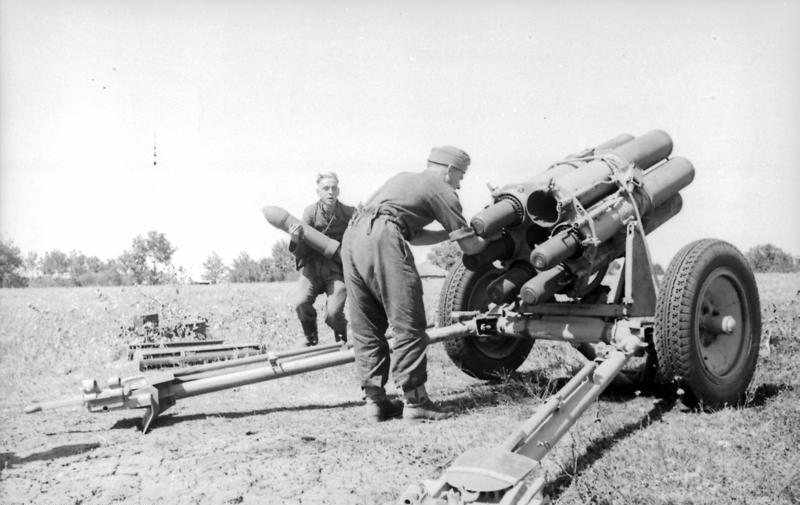
Nebelwerfer v akci v SSSR, 1943
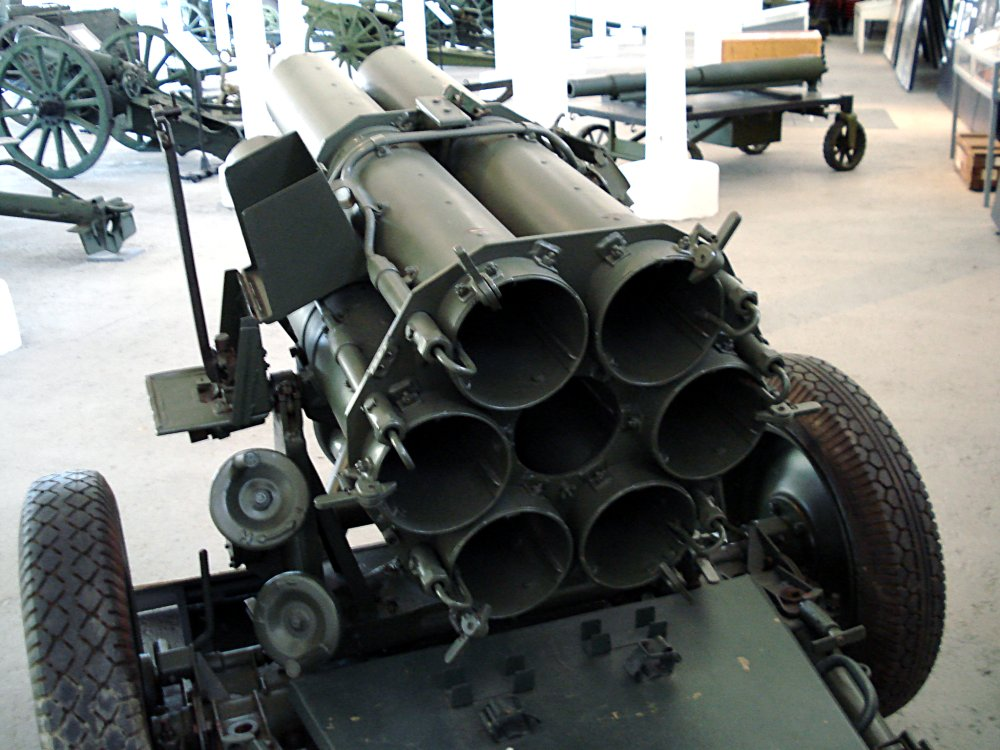
Z finského muzea
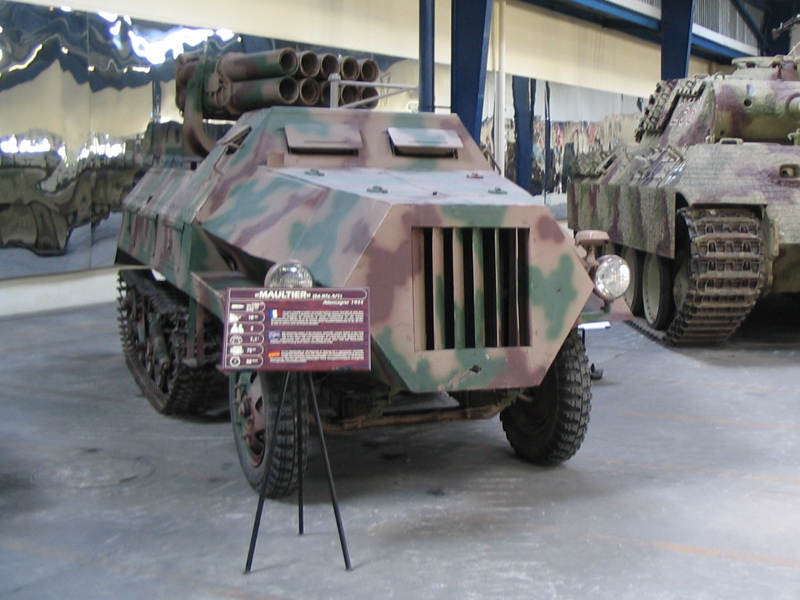
Panzerwerfer (SdKfz 4)
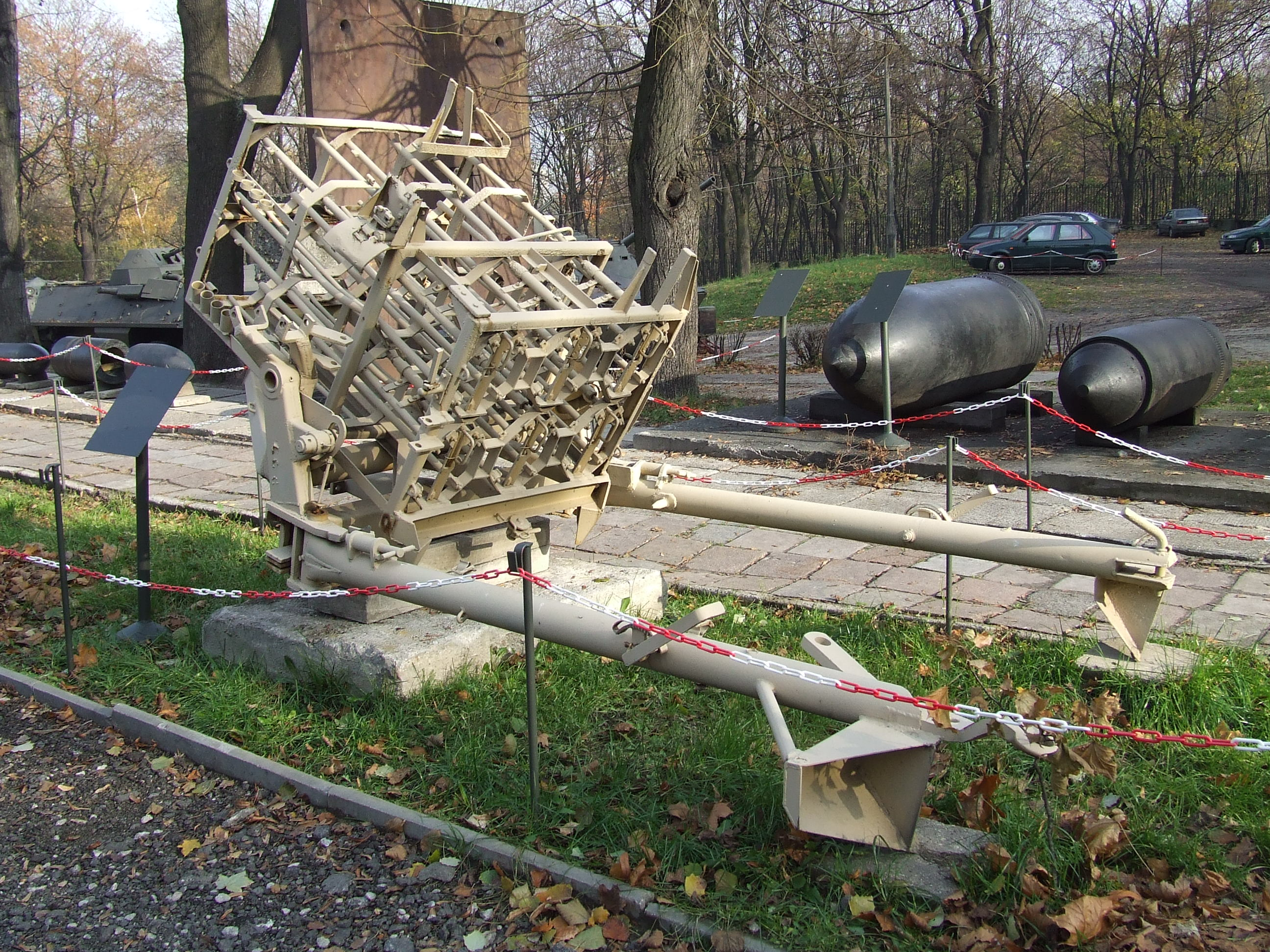
30-cm Raketenwerfer 56
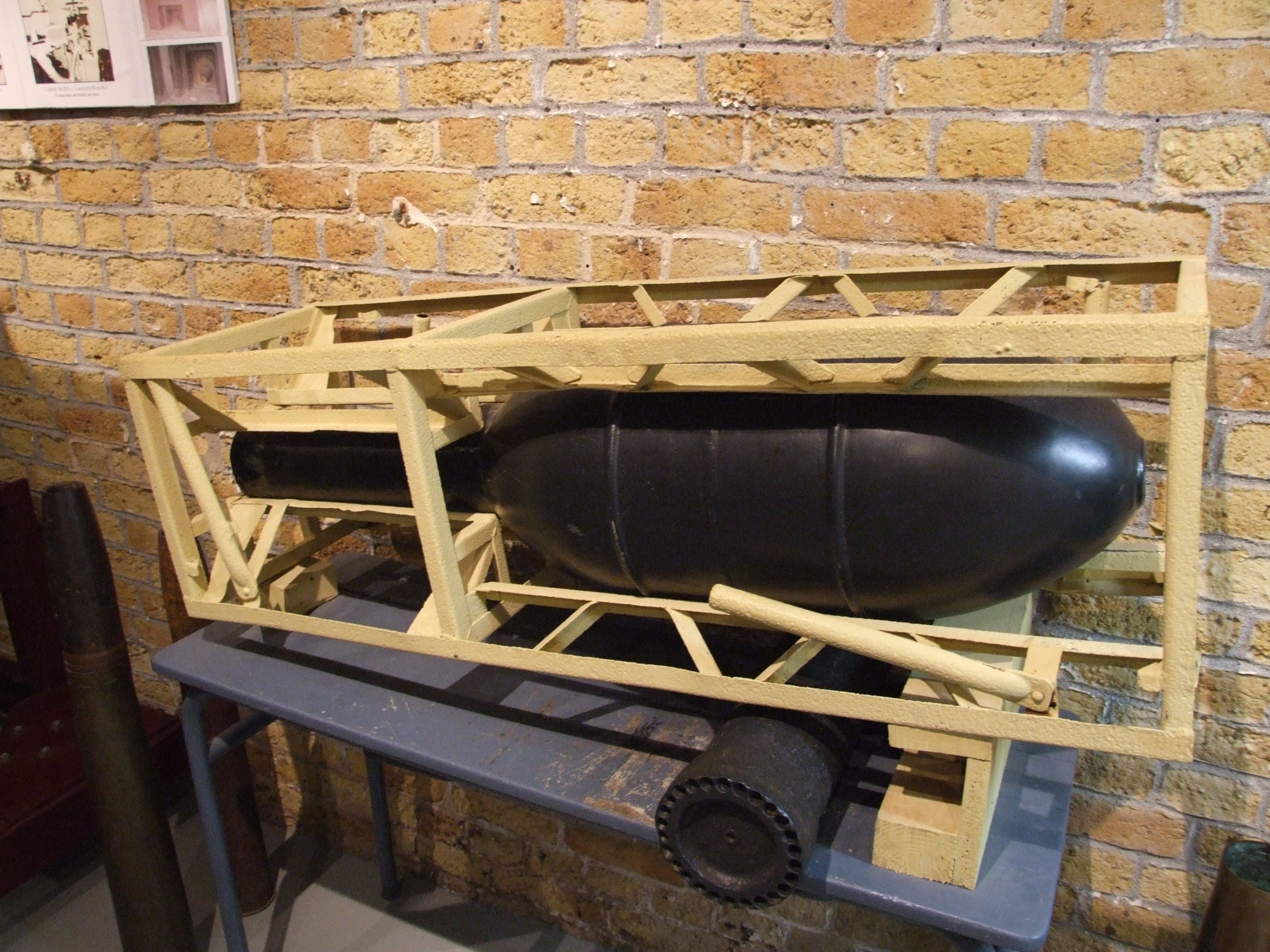
Schweres Wurfgerät 41, Dunkerk